# ارغا
ارغا روستایی در دهستان حومه بخش مرکزی شهرستان خلیل‌آباد استان خراسان رضوی ایران است.
این روستا پیشتر در دهستان شش‌طراز بخش شش‌طراز شهرستان قرار داشت که در خرداد ۱۴۰۰ با مصوبهٔ هیئت وزیران به دهستان حومهٔ بخش مرکزی شهرستان ملحق شد.

## وجه تسمیه
در قدیم نام روستا قاسم‌آباد بوده و دلیل آن وجود بقعه امامزاده قاسم می‌باشد. ارغا به معنی نهر آب می‌باشد و از آنجایی که این روستا در حاشیه شاخه ای از انهار رودخانه ششطراز که توسط اهالی صرف کشاورزی می‌شده واقع شده‌است.
در بخش شرقی بقعه امامزاده قاسم و با فاصله حدود ۱۰۰۰ متری ویرانه‌های قلعه ای به شکل تپه از قلعه قدیمی روستا به جا مانده که اهالی به آن «گوکلاغ» می‌گویند که در واقع تلفظ دوکلمه «گاو» و «کلاغ» در لهجه محلیست که احتمالاً بر ارتفاع قلعه از سطح زمین اشاره دارد یعنی از فراز قلعه گاو به اندازه کلاغ دیده می‌شده‌است.

## جمعیت
بر پایه سرشماری عمومی نفوس و مسکن در سال ۱۳۹۵ جمعیت این مکان ۲٬۶۲۰ نفر (۸۳۴ خانوار) بوده‌است.